# 臧国清
臧国清，中国人民解放军少将。
担任解放军总参谋部军务部副部长。2003年，担任中国人民解放军总参谋部军务部部长。